# Willi Altig
Willi Altig (né le 17 janvier 1935 à Mannheim) est un coureur cycliste allemand. Professionnel de 1960 à 1967, il a remporté une étape du Tour d'Italie 1964 et a été cinq fois champion d'Allemagne sur piste.

## Biographie
Willi Altig commence le cyclisme en 1959 au RRC Endspurt Mannheim. Il est champion d'Allemagne de l'américaine avec son frère Rudi en 1957 et 1959, et de poursuite par équipe en 1957, 1958 et 1959. Il est ensuite cycliste professionnel de 1960 à 1967. Il obtient sa principale victoire en 1964, en gagnant la dernière étape du Tour d'Italie. Il dispute le Tour de France en 1960, avec l'équipe d'Allemagne, puis en 1966, au sein de l'équipe Molteni. Il y est un coéquipier de Rudi Altig, vainqueur de trois étapes et porteur du maillot jaune durant les dix premiers jours de course. Willi Altig ne termine pas ces deux tours de France.
Après sa carrière cycliste, Willi Altig tient une station d'essence et est agent d'assurance, avant de reprendre le magasin de vélos de Karl Ziegler à Mannheim-Neckarstadt. En 2002, il devient président du RRC Endspurt Mannheim. Le vélodrome de Mannheim est renommé en 2012 en hommage à Willi et Rudi Altig.

## Palmarès sur route

### Par années
- 1961
  - 3e du GP Fichtel & Sachs
- 1963
  - 2e du Grand Prix de Francfort
  - 3e du Circuit de l'Aulne
- 1964
  - 22e étape du Tour d'Italie

### Résultats sur les grands tours

#### Tour de France
2 participations
- 1960 : abandon (6e étape)
- 1966 : abandon (15e étape)

#### Tour d'Italie
1 participation
- 1964 : 44e, vainqueur de la 22e étape

## Palmarès sur piste
- Champion d'Allemagne de l'américaine avec Rudi Altig en 1957 et 1959
- Champion d'Allemagne de poursuite par équipes en 1957, 1958 et 1959